# Kyrkoprovins
En kyrkoprovins är ett område, som främst inom den romersk-katolska kyrkan är avsett som en administrativ mellannivå mellan påvestolen och stiften. Den består vanligen av flera stift och ett ärkestift (ibland även av ett eller flera underlydande ärkestift) och leds av ärkebiskopen i det överordnade ärkestiftet. Denne kallas ibland även primas eller metropolit för att skilja denne från underlydande ärkebiskopar och ibland även underlydande kyrkoprovinser. Till exempel är påven Italiens primas och ärkebiskopen av Canterbury "primas av hela England" (primate of all England) och således engelska kyrkans ledare trots att en kyrkoprovins finns i norra England under ärkebiskopen av York som även kallas "primas av England". I vissa sällsynta fall bär ärkebiskopen och ledaren för en kyrkoprovins titeln patriark, till exempel patriarken av Venedig.
Begreppet kommer från den romerska administrativa termen provins (latin província, 'ämbetsområde'). I den tidiga kyrkan kallades en kyrkoprovins för metropolis (grek. meter, ’moder’ och polis ’stad’), biskopen i provinshuvudstaden kallades för metropolit.
I romersk-katolska kyrkan utgörs provinsen ibland av en stat (i det medeltida Norden och ofta i stater där katolicismen är i minoritetsställning). Men i centrala och södra Europa finns sedan gammalt många kyrkoprovinser inom samma stat. Exempelvis i det moderna Frankrike finns det 16 kyrkoprovinser och 24 ärkebiskopar och i dagens Italien finns det 42 kyrkoprovinser, 62 ärkebiskopar och sammanlagt 217 biskops- och ärkestift, samt ytterligare 8 från stiften territoriellt självständiga och med stiften jämbördiga enheter, varav 2 prelaturer och 6 kloster. Antalet stift där går tillbaka på en romersk tradition att alla städer i princip skulle ha en biskop, bland annat för att kunna utföra sakramentet konfirmation åt varje konfirmand i stiftet genom att ge smörjelse åt dem. Därför fanns även hjälpbiskopar.
Även den anglikanska kyrkogemenskapen har kyrkoprovinser (till exempel är England som nämnts indelat i kyrkoprovinserna York och Canterbury) och ortodoxa kyrkor har ärkebiskopsdömen och metropolitdömen som kyrkoprovinser.

## Historia

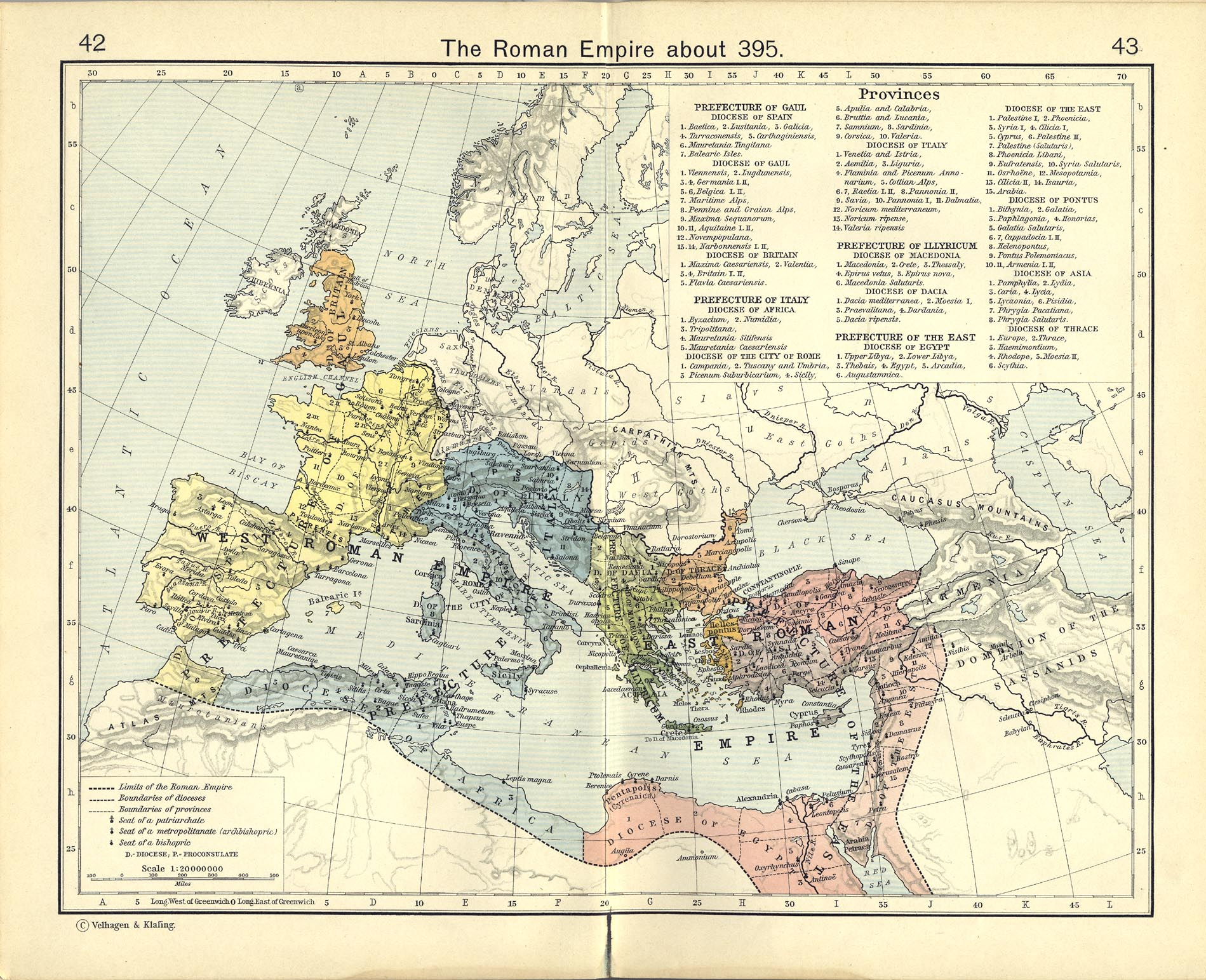
Karta över Romerska riket cirka 395, som visar stift och praetoriska prefekturer som Gallien, Italien, Illyricum och Oriens (östern), som grovt överensstämmer med tetrarkernas fyra delar efter Diocletianus reform.

### Den tidiga kyrkan
De första kyrkoprovinserna fick sin fasta form i det östromerska riket. Kyrkans första och viktigaste centra var:
- Jerusalem för Palestina, men den äldsta församlingen förlorade sin funktion som moderkyrka efter Jerusalems förstöring år 70 e.Kr.
- Antiokia vid Orontes för Syrien, Efesos och den asiatiska provinsen.
- Alexandria för Egypten.
- Rom för Italien.

Dessa fungerade som moderkyrkor (”metro”politan) som missionärer skickades ut ifrån. Från den andra hälften av 100-talet började biskopar inom dessa geografiska områden kalla till rådslag och viktiga möten i så kallade synoder. Under 200-talet började biskopen i provinshuvudstaden få en högre status bland ledarna för en synod och han kallades för metropolit.

#### Östrom
Under det första konciliet i Nicaea år 325 var metropolitens ställning självklar inom kyrkomötet och Kejsar Konstantin befäste metropolitens rätt över andra biskopar, stift och provinser. Enligt östromersk (ortodox) kanonisk lag, som stadfästes vid konciliet i Antiokia år 341, sammanföll de civila provinserna och stiften med kyrkliga provinser under ledning av metropoliten (det vill säga biskopen i den provinsiella huvudstaden). På så sätt fick den östromerska kyrkan tidigt en enhetlig administration. Man tog även över bysantinska titlar och en kyrkoprovins kom att kallas för Eparki (grek. eparkia 'att styra över något') och biskopen kallades Epark.

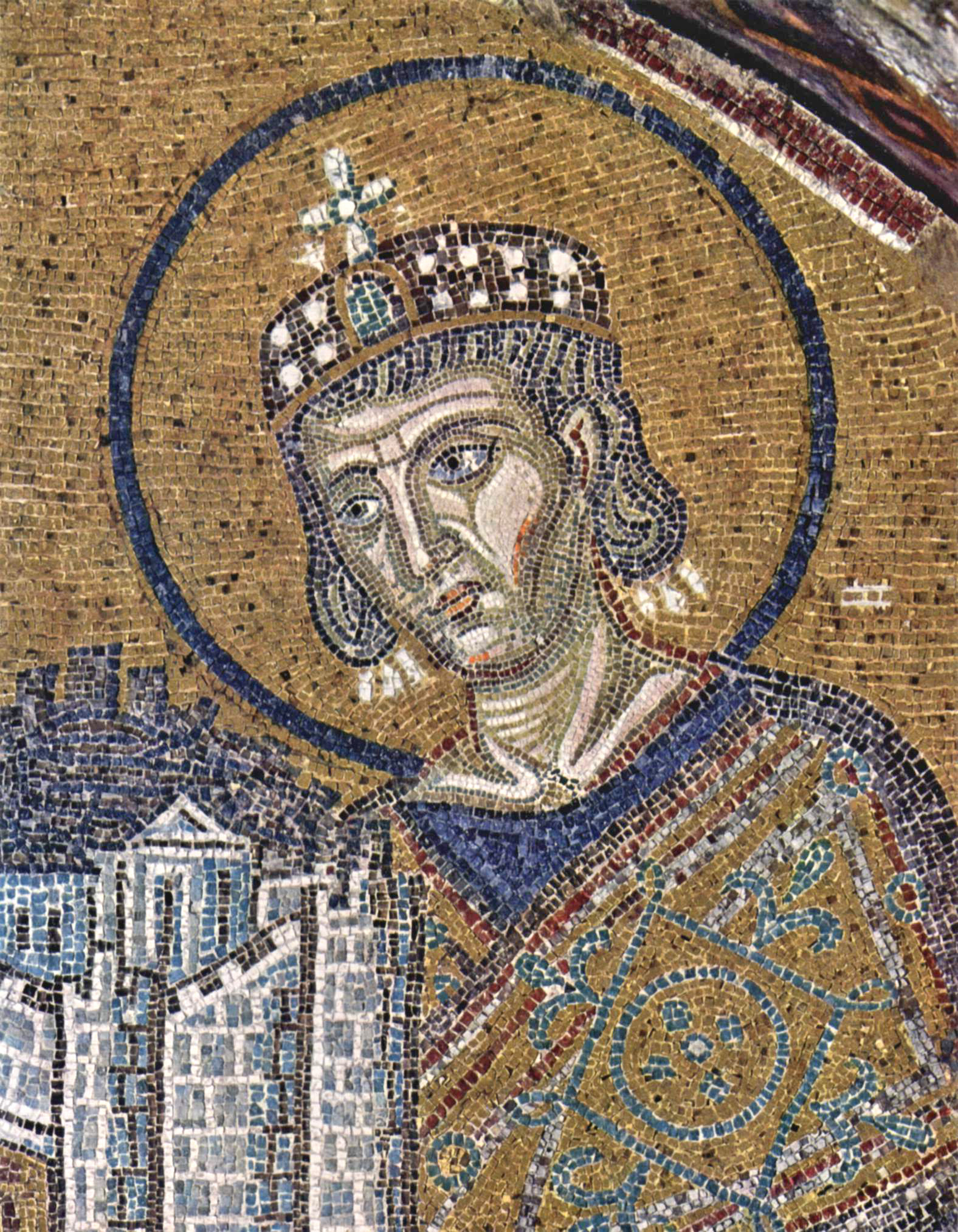
kejsar Konstantin (här avbildad på en mosaik i Hagia Sofia) sammankallade det första konciliet i Nicaea år 325

#### Västrom
Utvecklingen i romarrikets västra del tog längre tid. Först var det biskopen av Karthago som blev erkänd som stiftet Nordafrikas överhuvud och metropolit, sedan började metropoliter dyka upp i andra provinser som Gallien, Spanien och sist Italien, fast den kyrkliga administrativa indelningen inte alltid stämde överens med den civila administrationen. Först runt 500-talet då kyrkan tog över den civila administrationen vid Västromerska rikets undergång, fick västromerska kyrkan en enhetlig administration för provinser och stift. Under det karolingiska riket omorganiserades provinserna något men har sedan dess bestått i sin nuvarande form inom den katolska kyrkan.

#### Stora schismen
Den slutliga brytningen mellan den östliga ortodoxin från den västliga katolicismen kom med den stora schismen 1054 då kyrkan splittrades i två kyrkoorganisationer. I öst behöll många av kyrkoprovinserna sina områden och kyrkocentra trots att de hamnade under islamiskt furstestyre.

## Norden
Under missionstiden kämpade påvemakten mot kejsarmakten om kontroll över kyrkan. Norden låg under ärkebiskopssätet i Bremen som stod på den tysk-romerske kejsarens sida. Påvestolen som gick segrande ur investiturstriden lät först grunda kyrkoprovinsen Norden med Lund som ärkesäte 1104. Norge blev egen kyrkoprovins 1154 med Nidaros som ärkestift, och 1164 enades man i Sverige efter en lång maktkamp mellan svear och götar om att göra Uppsala stift till ärkestift med gamla Uppsala som ärkesäte. Det nya ärkestiftet stod dock under ärkebiskopens i Lund överinseende. Stefan från Alvastra kloster vigdes till ämbetet i Sens av Lunds landsflyktige ärkebiskop Eskil i närvaro av påven Alexander III
Under reformationen bröt sig de nordiska länderna loss från påvestolen och blev nationella kyrkor med fursten som kyrkans överhuvud enligt Luthers tvåregementslära. Sverige var det första land som blev lutheriskt genom reformationsriksdagen i Västerås, 1527. Därmed upphörde de nordiska länderna att vara romerskt-katolska kyrkoprovinser, men i Sverige (med Finland) behöll man ärkebiskopens funktion i motsats till Danmark och Norge som saknar ärkestift.

## Anglikanska kyrkan
England genomgick flera stridigheter mellan protestantism och katolicism under reformationen och den anglikanska kyrkan har i ännu högre grad än Svenska kyrkan behållit den romersk-katolska yttre form, fast kyrkans teologi är influerad av den reformerta kyrkan. Man har två ärkestift, Yorks kyrkoprovins och Canterbury kyrkoprovins och flera kyrkoprovinser med titeln metropolit, både inom Storbritannien och 38 provinser i den anglikanska kyrkogemenskapen.